# 细叶荛花
细叶荛花（学名：Laplacea leptophylla）为山茶科南美大头茶属的植物。分布在中国西南部等地，生长于海拔1,770米至2,850米的地区，常生于灌丛中、石山林阴下或干燥松林内，目前尚未由人工引种栽培。